# NASA Astronautengroep 13
The Hairballs was de bijnaam van NASA's dertiende astronautengroep, die in 1990 werd geselecteerd. De bijnaam was gekozen naar aanleiding van de mascotte van de groep: een zwarte kat – een grapje dat paste bij het ongeluksgetal 13, het nummer van de groep.
De groep bestond uit:
| Astronaut        | Aantal vluchten | Missies                                                | Status               |
| ---------------- | --------------- | ------------------------------------------------------ | -------------------- |
| Daniel Bursch    | 4               | STS-51, STS-68, STS-77, STS-108/ISS 4/STS-111          | Pensioen 0??.06.2005 |
| Leroy Chiao      | 4               | STS-65, STS-72, STS-92, Sojoez TMA-5/ISS 10            | Pensioen 31.10.2005  |
| Michael Clifford | 3               | STS-53, STS-59, STS-76                                 | Pensioen 06.01.1997  |
| Kenneth Cockrell | 5               | STS-56, STS-69, STS-80, STS-98, STS-101                | Pensioen ??.02.2006  |
| Eileen Collins   | 4               | STS-63, STS-84, STS-93, STS-114                        | Pensioen 01.05.2006  |
| Nancy Currie     | 4               | STS-57, STS-70, STS-88, STS-109                        | Pensioen ??.??.2005  |
| William Gregory  | 1               | STS-67                                                 | Pensioen ??.07.1999  |
| James Halsell    | 5               | STS-65, STS-74, STS-83, STS-94, STS-101                | Pensioen ??.11.2006  |
| Bernard Harris   | 2               | STS-55, STS-63                                         | Pensioen 15.04.1996  |
| Susan Helms      | 5               | STS-54, STS-64, STS-78, STS-101, STS-102/ISS 2/STS-105 | Pensioen ??.11.2006  |
| Thomas Jones     | 4               | STS-59, STS-68, STS-80, STS-98                         | Pensioen 07.09.2001  |
| William McArthur | 4               | STS-58, STS-74, STS-92, Sojoez TMA-7/ISS 12            | Pensioen ??.01.2012  |
| James Newman     | 4               | STS-51, STS-69, STS-88, STS-109                        | Pensioen ??.07.2008  |
| Ellen Ochoa      | 4               | STS-56, STS-66, STS-96, STS-110                        | Pensioen ??.01.2003  |
| Charles Precourt | 4               | STS-55, STS-71, STS-84, STS-91                         | Pensioen 11.03.2005  |
| Richard Searfoss | 3               | STS-58, STS-76, STS-90                                 | Pensioen 31.12.1998  |
| Ronald Sega      | 2               | STS-60, STS-76                                         | Pensioen 01.07.1996  |
| Donald Thomas    | 4               | STS-65, STS-70, STS-83, STS-94                         | Pensioen ??.07.2007  |
| Janice Voss      | 5               | STS-57, STS-63, STS-83, STS-94, STS-99                 | Overleden 06.02.2012 |
| Carl Walz        | 4               | STS-51, STS-65, STS-79, STS-108/ISS 4/STS-111          | Pensioen 05.12.2008  |
| Terrence Wilcutt | 4               | STS-68, STS-79, STS-89, STS-106                        | Pensioen ??.02.2005  |
| Peter Wisoff     | 4               | STS-57, STS-68, STS-81, STS-92                         | Pensioen 21.09.2001  |
| David Wolf       | 4               | STS-58, STS-86/MIR-24/STS-89, STS-112, STS-127         | Pensioen ?           |